# Linarolo
Linarolo – miejscowość i gmina we Włoszech, w regionie Lombardia, w prowincji Pawia.
Według danych na rok 2004 gminę zamieszkiwało 2169 osób, 180,8 os./km².